# Tweede Divisie 2023/24
Die Tweede Divisie 2023/24 war die achte Spielzeit der dritthöchsten niederländischen Fußballliga seit ihrer Auflösung 1971 und die insgesamt 23. Saison der Tweede Divisie. Die Liga fungiert als höchste Amateurliga des Landes. Sie begann am 19. August 2023 und endete am 25. Mai 2024.
Die Vereinbarung, die weder den Aufstieg noch den Abstieg aus der Eerste Divisie vorsah, wurde 2022 um weitere fünf bis zehn Jahre verlängert. Die Vereinbarung gilt nicht für Reservemannschaften.
Während der außerordentlichen Generalversammlung vom 7. Juni 2018 wurde eine Einigung über die Anzahl der zulässigen Reserveteams erzielt. In der Tweede Divisie treten demnach zwei Reserveteams an, während die verbleibenden Reserveteams an der neuen U21-Eredivisie teilnehmen.
Für den Aufstieg gilt: Wenn das Reserveteam mit dem niedrigsten Rang in der Eerste Divisie den 19. oder 20. Platz belegt, steigt ein Reserveteam direkt aus der Tweede Divisie auf, wenn es den ersten oder zweiten Platz belegt. Wenn die Reservemannschaft mit dem niedrigsten Rang in der Eerste Divisie zwischen dem 11. und 18. Platz landet und eine Reservemannschaft Meister der Tweede Divisie wird, findet ein Play-off-Spiel um einen Platz in der Eerste Divisie statt. Wenn die Reservemannschaft mit dem niedrigsten Rang in der Eerste Divisie unter den ersten zehn landet, gibt es keinen Auf- oder Abstieg zwischen der Eerste Divisie und der Tweede Divisie.
Für den Abstieg gilt: Die beiden Standardteams, die ausschließlich auf der Basis der ersten Mannschaften auf den Plätzen 14 und 15 landen, spielen in einem Abstiegs-Playoff mit dem Meister der Derde Divisie um einen Platz in der Tweede Divisie. Die Standardmannschaft, die ausschließlich auf Basis der ersten Mannschaften den 16. Platz belegt, steigt in die Derde Divisie ab. Wenn die Reservemannschaft mit dem niedrigsten Rang in der Tweede Divisie den 17. oder 18. Platz belegt, steigt sie direkt in den U21-Wettbewerb ab. Wenn das Reserveteam mit dem niedrigsten Rang in der Tweede Divisie zwischen dem 10. und 16. Platz landet, bestreitet es ein Playoff-Spiel gegen den Meister des U21-Wettbewerbs um einen Platz in der Tweede Divisie. Wenn das Reserveteam mit dem niedrigsten Rang in der Tweede Divisie unter den ersten neun landet, gibt es keinen Auf- oder Abstieg zwischen der Tweede Divisie und dem U21-Wettbewerb.

## Modus
Die 18 Mannschaften spielten an 34 Spieltagen aufgeteilt in einer Hin- und einer Rückrunde jeweils zwei Mal gegeneinander. Der Letzte stieg direkt in die Derde Divisie ab. Der Dritt- und Viertletzte trat in einer Relegationsrunde gegen den Abstieg an. Die schlechtplatzierteste Reservemannschaft wird durch den Meister der U-21 Liga ersetzt, wenn sie einen der letzten beiden Plätze belegt.

## Vereine
Zu den verbliebenen 14 Mannschaften der letzten Saison kamen die vier Aufsteiger aus der Derde Divisie: ACV Assen, ADO ’20 Heemskerk, GVVV und Jong Almere.

## Abschlusstabelle
| Pl. | Verein                | Sp. | S  | U  | N  | Tore    | Diff. | Punkte |
| --- | --------------------- | --- | -- | -- | -- | ------- | ----- | ------ |
| 1.  | SV Spakenburg         | 34  | 26 | 4  | 4  | 089:380 | +51   | 82     |
| 2.  | SV De Treffers        | 34  | 22 | 5  | 7  | 066:420 | +24   | 71     |
| 3.  | K.v.v. Quick Boys     | 34  | 18 | 8  | 8  | 069:470 | +22   | 62     |
| 4.  | VV Katwijk            | 34  | 19 | 2  | 13 | 062:490 | +13   | 59     |
| 5.  | AFC Amsterdam         | 34  | 16 | 9  | 9  | 063:470 | +16   | 57     |
| 6.  | GVVV (N)              | 34  | 15 | 9  | 10 | 057:530 | +4    | 54     |
| 7.  | Jong Sparta           | 34  | 14 | 7  | 13 | 059:530 | +6    | 49     |
| 8.  | Jong Almere (N)       | 34  | 13 | 10 | 11 | 060:550 | +5    | 49     |
| 9.  | ACV Assen (N)         | 34  | 14 | 5  | 15 | 049:540 | −5    | 47     |
| 10. | HHC Hardenberg        | 34  | 12 | 8  | 14 | 048:430 | +5    | 44     |
| 11. | Koninklijke HFC       | 34  | 11 | 11 | 12 | 050:480 | +2    | 44     |
| 12. | ADO ’20 Heemskerk (N) | 34  | 12 | 6  | 16 | 045:560 | −11   | 42     |
| 13. | Rijnsburgse Boys      | 34  | 11 | 8  | 15 | 049:570 | −8    | 41     |
| 14. | VV Noordwijk          | 34  | 8  | 15 | 11 | 043:520 | −9    | 39     |
| 15. | SVV Scheveningen      | 34  | 7  | 12 | 15 | 044:610 | −17   | 33     |
| 16. | Excelsior Maassluis   | 34  | 8  | 8  | 18 | 042:620 | −20   | 32     |
| 17. | Kozakken Boys         | 34  | 5  | 8  | 21 | 036:650 | −29   | 23     |
| 18. | FC Lisse              | 34  | 4  | 7  | 23 | 035:840 | −49   | 19     |

Platzierungskriterien: 1. Punkte – 2. Tordifferenz – 3. geschossene Tore

## Relegationsrunde
Siehe: Play-offs 2023/24